# Neritius kebreabstretchi
Neritius kebreabstretchi är en insektsart som beskrevs av Nicholas David Jago 1994. Neritius kebreabstretchi ingår i släktet Neritius och familjen gräshoppor. Inga underarter finns listade i Catalogue of Life.